# Fliura Abbate-Bulatova
Fliura Abbate-Bulatova född 3 mars 1969, är en före detta sovjetisk och senare italiensk bordtennisspelare. Hon var europamästare i singel, dubbel och lag. 
Abbate-Bulatova deltog i fem VM turneringar mellan 1985 och 2005 med två fjärde placeringar i lag som främsta merit.
Hon deltog i sju EM turneringar mellan 1981 och 1996 och vann 6 guld och 4 silver.
Hon vann även Europa Top 12 2 gånger och var med i OS två gånger med en femte plats i singel som främsta merit.

## Meriter
- Bordtennis VM
  - 1981 i Novi Sad
    - 4:e plats med det sovjetiska laget

  - 1983 i Tokyo
    - 4:e plats med det sovjetiska laget

  - 1985 i Göteborg
    - 5:e plats med det sovjetiska laget

- Bordtennis EM
  - 1980 i Prag
    - 1:a plats sovjetiska laget

  - 1982 i Budapest
    - kvartsfinal singel
    - 1:a plats dubbel med Inna Kovalenko

  - 1984 i Moskva
    - 2:a plats singel
    - kvartsfinal dubbel
    - 1:a plats sovjetiska laget

  - 1986 i Prag
    - 2:a plats singel
    - 1:a plats dubbel med Elena Kovtun
    - 2:a plats sovjetiska laget

  - 1988 i Paris
    - 1:a plats singel
    - 2:a plats dubbel med Elena Kovtun
    - 1:a plats sovjetiska laget

  - 1996 i Bratislava
    - kvartsfinal dubbel

- Europa Top 12
  - 1983 i Cleveland 2:a
  - 1984 i Bratislava 5:a
  - 1985 i Barcelona 5:a
  - 1986 i Södertälje 1:a
  - 1987 i Basel 3:e
  - 1988 i Ljubljana 1:a
  - 1989 i Charleroi 12:e
  - 1994 i Arrezo 5:e
  - 1995 i Dijon -